# Friedrich Gotthelf Kummer

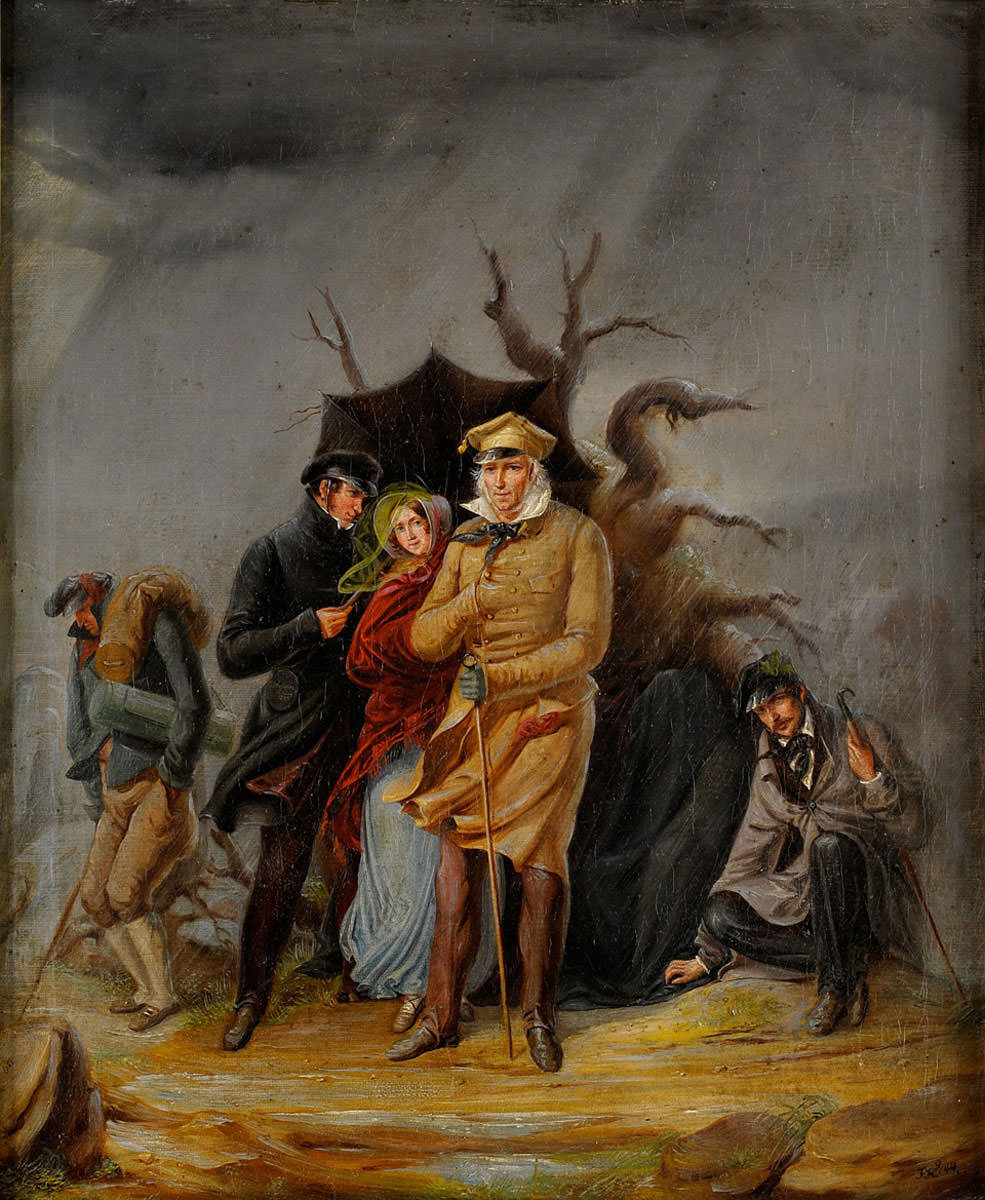
Friedrich Gotthelf Kummer von Friedrich Hoßfeld 1844

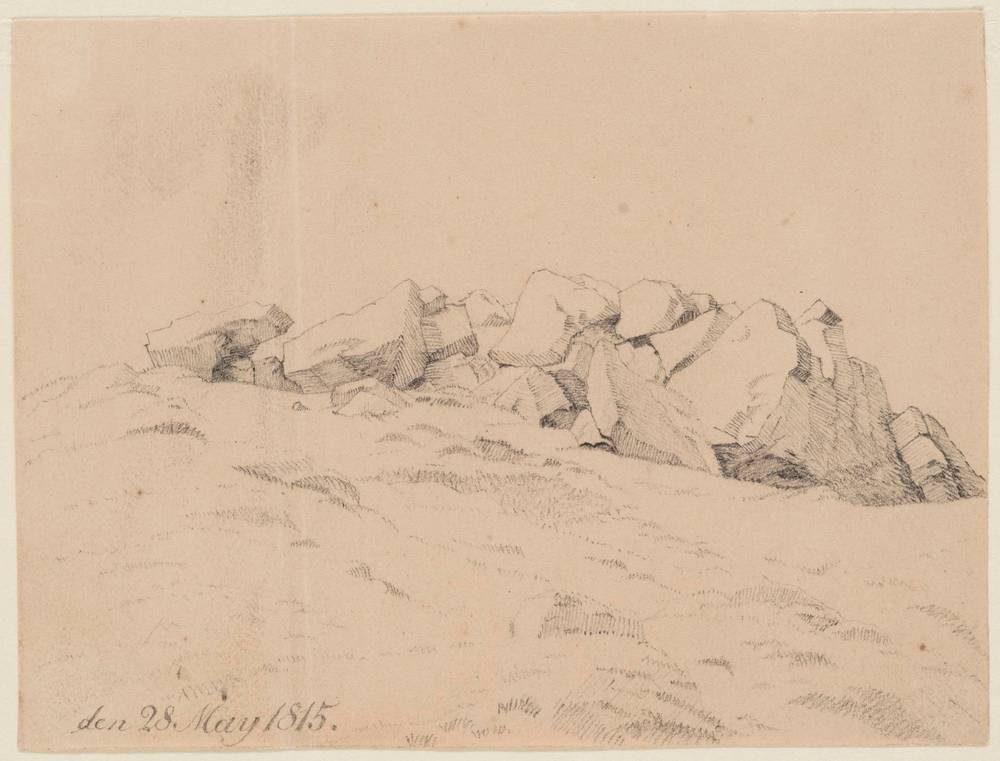
Steine (Hünengrab) von Friedrich Gotthelf Kummer

Benjamin Friedrich Gotthelf Kummer (geb. 3. Februar 1782 in Ortrand; gest. 4. Juli 1854 in Dresden) war ein sächsischer Münzbeamter.

## Leben
Kummer war Sohn des Theodor Gotthelf Kummer (1740–1806), der Regimentschirurg (Feldscher) war, und der Erdmuthe Kummer, geb. Müller, älteste Tochter des Kurfürstlich Sächsischen Garderobenschneiders in Dresden. Er war später wohnhaft in Krippen und Bruder von den Naturforschern und Geographen Karl Wilhelm Kummer (1785–1855) und Adolph Kummer (1786–1817). Er war seit 1810 Freund des Malers Caspar David Friedrich, der mehrere Monate des Jahres 1813 vor der Völkerschlacht bei Leipzig bei ihm Zuflucht vor den Kriegsgeschehnissen, die auch Dresden betrafen, fand. Kummer begann seine Laufbahn im Finanzministerium in Dresden a. 1. August 1799 als Finanz-Accisist. Seine bekannt gewordenen Stationen sind die eines Münzschreibers, Münzbuchhalters; Münzkontrolleurs. Er wurde nach 1842 Vizemünzmeister. Er promovierte 1829 zum Dr. phil. Die wissenschaftliche Ausbildung, die hierfür Grundlage wäre, konnte bislang nicht eruiert werden. Kummer begleitete Friedrich auch auf dessen Reise auf die Insel Rügen 1815. Bei dem Versuch am Kreidefelsen des Königsstuhls zu erklimmen, geriet Kummer in eine missliche Lage, konnte jedoch gerettet werden. Kummer selbst war ein guter Graphiker. Es gibt Zeichnungen von ihm im Kupferstich-Kabinett, Dresden. Kummer führte u. a. über die Reise auf die Insel Rügen mit Friedrich Tagebuch bzw. Skizzensammlung enthielt eine bislang unbekannte Zeichnung Friedrichs. Kummer war auch mit Carl Gustav Carus (1789–1869) befreundet, von dem er auch Zeichnungen besaß. Kummer war Schwiegervater des Zeichenlehrers in Schulpforta Friedrich Hoßfeld (1809–1882), der ihn gemalt und gezeichnet hatte. Auch Darstellungen Kummers mit Familie aus der Hand Hoßfelds sind überliefert. Friedrich wiederum war Pate von Kummers Sohn Johannes Benno Kummer (1811–1893). Kummer hatte zahlreiche naturwissenschaftliche Interessen und war mit der Literatur vertraut. Zudem war er auch Erfinder. „Er erfand das Ätzen in Glas und Porzellan. So wurde er damit beauftragt, für den Grundstein eines neu zu erbauenden Flügels des Pillnitzer Schlosses eine Gedenkglasplatte zu ätzen. Auch als Erfinder und Verfertiger von Baro- und Thermometern ist er bekannt geworden. Je ein solches arbeitete er für König Friedrich August I. Dieser wiederum schätzte und beehrte ihn wiederholt mit einem Besuch in seiner geschmackvoll eingerichteten Wohnung.“
Der Medailleur Karl Christian Friedrich Ulbricht schuf eine Personenmedaille mit dem Bildnis Kummers, das sich im Münzkabinett Dresden befindet.